# Godzilla - Il pianeta dei mostri
Godzilla - Il pianeta dei mostri (GODZILLA 怪獣惑星?, Godzilla - Kaijū Wakusei), noto in inglese come Godzilla: Planet of the Monsters, è un film d'animazione in stile anime del 2017 diretto da Kobun Sizuno e Hiroyuki Seshita.
Pellicola giapponese in computer grafica prodotta da Toho Animation e Polygon Pictures, basata sul personaggio di Godzilla. È il trentaduesimo film della serie, nonché il trentesimo realizzato dalla Toho e primo interamente d'animazione.

## Trama
Nell'ultima estate del XX secolo, i kaijū hanno iniziato a comparire in tutto il mondo scatenando il caos. Tra di loro ne apparve uno talmente potente da distruggere quasi del tutto il mondo: Godzilla. Contemporaneamente due specie di alieni, gli Exif e i Bilusaludo, arrivarono sulla Terra: i primi cercarono di convertire l'umanità alla loro religione mentre i secondi decisero di unirsi all'umanità per cercare un modo di sconfiggere Godzilla, costruendo un'arma a sua immagine chiamata Mechagodzilla. Tuttavia i Bilusaludo non sono stati in grado di attivare il Mechagodzilla in quanto Godzilla riuscì a rintracciare il laboratorio dove veniva costruito il robot e a distruggerlo. Con ogni speranza ormai perduta gli alieni e l'umanità decisero di abbandonare la Terra ed emigrare verso il pianeta Tau Cetus e attraverso la nave spaziale Aratrum.
20 anni dopo e 11,9 anni luce di distanza, il Capitano Haruo Sakaki sequestra una navetta dell'hangar dell'Aratrum e minaccia di detonare delle bombe a meno che l'Aratrum non lasci il pianeta Tau-e e abbandoni il progetto di emigrazione. Haruo crede che il pianeta sia inabitabile e che l'equipaggio dell'emigrazione sia composto solo da anziani, incluso suo nonno, perché crede che il comitato della nave stia cercando di ridurre la popolazione a causa delle risorse alimentarie in via di esaurimento. Haruo viene però fermato da una comunicazione del nonno il quale afferma che tutti loro sono dei volontari, perciò si lascia catturare e portato in una cella dove guarda la navetta di emigrazione che all'improvviso esplode quando entra nell'atmosfera del pianeta. Metphies, un prete Exif, visita Haruo consegnandogli di nascosto i dati riservati riguardanti Godzilla.
Haruo pubblica anonimamente una composizione che descrive i punti deboli di Godzilla, la quale, ormai divulgata, fa convincere il comitato centrale a tornare sulla Terra dopo aver concluso che la ricerca di un altro pianeta abitabile sembra improbabile; Haruo, però, è spinto da un motivo più personale in quanto desidera vendicarsi di Godzilla dato che quando aveva quattro anni lo vide uccidere i suoi genitori proprio mentre stavano per lasciare la Terra. Al ritorno sulla Terra, l'Aratrum manda dei droni a ricognizione per esplorare la Terra, scoprendo che sono passati 20.000 anni, e all'improvviso il comitato centrale riconosce con orrore il ruggito inconfondibile di Godzilla, rivelando che è ancora vivo nonostante il lungo tempo trascorso. Metphies spiega al comitato che non possono coesistere con Godzilla e suggerisce di ucciderlo. Spiega anche che la composizione anonima era il risultato di un'indagine approfondita, promettendo di rivelare l'autore alle sue condizioni, facendo così scarcerare Haruo.
Haruo viene rilasciato su cauzione e spiega al comitato che un certo organo sconosciuto nel corpo di Godzilla può emettere un impulso elettromagnetico ad alta frequenza che genera uno scudo permeabile asimmetrico. Haruo propone di spingere una sonda EMP all'interno dell'organo colpito prima che si rigeneri in modo che Godzilla possa implodere. Tuttavia, Haruo sottolinea che l'operazione prevederà dei combattimenti ravvicinati per attacchi accuratamente coordinati al fine di trovare il suo organo debole. Il comitato accetta a malincuore il piano di Haruo. Tuttavia, dopo che le squadre sono sbarcate sulla Terra vengono attaccati da un gruppo di creature volanti che esibiscono somiglianze biologiche con Godzilla che causano danni critici a molte delle navi da sbarco; a battaglia finita si scopre che lo stesso Godzilla ha causato una sorta di evoluzione radicale nella biosfera terrestre, e confrontando le cellule vegetali con quelle degli esseri volanti si scopre che sono identiche.
Leland, il comandante della compagnia, ordina un ritiro, ma Metphies sottolinea che hanno bisogno di incontrarsi con le squadre D ed E attraverso un passaggio in un'area frequentata da Godzilla. Il gruppo si mobilita e presto incontra Godzilla. Haruo procede da solo con il piano originale e lo attacca, mentre Leland riesce a provocarlo facendogli usare il suo respiro atomico per guadagnare tempo, ma a costo della sua vita. Le azioni di Leland rivelano che il punto debole di Godzilla è la pinna dorsale. Con la morte di Leland il comando ricade su Metphies, che però promuove Haruo come comandante, il quale convince i sopravvissuti rimasti a continuare con il piano e sconfiggere Godzilla. Il gruppo attacca Godzilla e riesce a intrappolarlo all'interno di un valico di montagna crollato.
Le sonde EMP vengono trapanate nella pinna dorsale provocando come previsto un'implosione che distrugge il sauro atomico. Dopo l'apparente vittoria, il biologo ambientale del gruppo Martin Lazzari teorizza che questo Godzilla risulta diverso da quello che provocò l'esilio dell'umanità, teorizzando che forse hanno ucciso una sua prole. Proprio in quel momento il Godzilla originale emerge da sotto una montagna vicina, rivelando come in questi 20.000 anni ha continuato a crescere fino a raggiungere un'altezza di 300 metri. Risvegliatosi Godzilla distrugge la maggior parte dell'equipaggio rimanente, e mentre i sopravvissuti fuggono Haruo rimane intrappolato sotto le macerie.
Nella scena dopo i crediti, Haruo si sveglia in una zona appartata, trovando una ragazza indigena accanto a lui.

## Distribuzione
È stato distribuito nei cinema giapponesi il 17 novembre 2017, mentre la distribuzione internazionale da parte di Netflix è avvenuta il 17 gennaio 2018.

### Edizione italiana
Il primo doppiaggio, rilasciato su Netflix, è stato diretto e dialogato da Gigi Rosa; in seguito il film è stato pubblicato  in home-video con un nuovo doppiaggio il 14 ottobre 2021 da Anime Factory/Koch Media, con la direzione e dialoghi di Riccardo Bambini.

## Sequel
Il 26 marzo 2017 è stato annunciato che Godzilla - Il pianeta dei mostri sarà il primo film di una trilogia animata. Il secondo film, Godzilla - Minaccia sulla città, è uscito in Giappone il 18 maggio 2018, mentre il terzo capitolo della trilogia, Godzilla - Mangiapianeti, è stato distribuito nel novembre dello stesso anno.